# American Society of Plumbing Engineers
L'American Society of Plumbing Engineers est une association à but non lucratif visant au progrès et au développement de l'ingénierie de plomberie et des professions associées. L'association a été fondée à Los Angeles en 1964.

## Adhésion dans le monde
La société fondée en 1964 compte 7 000 membres à travers le monde, répartis aux États-Unis, au Canada, en Asie, au Mexique, en Amérique du Sud, en Australie et en Europe. Ses membres représentent des ressources en ingénieurs, concepteurs, entrepreneurs, éditeurs, officiels des codes du bâtiment et manufacturiers.

## Communication aux membres
La Société entretient une relation assidue avec ses membres. Elle publie la revue Plumbing System and Design et des lettres d'informations. Chacun des chapitres publie des lettres de nouvelles Newsletter et les chapitres tiennent des réunions mensuelles des conférences techniques.

## Publications techniques
La Société publie chaque année un recueil technique de référence pour la profession.

## ASPE Research Foundation
Sources :